# Euphorbia dispersa
Euphorbia dispersa ist eine Pflanzenart aus der Gattung Wolfsmilch (Euphorbia) in der Familie der Wolfsmilchgewächse (Euphorbiaceae).

## Beschreibung
Die sukkulente Euphorbia dispersa bildet bis 2 Meter hohe Sträucher aus mit einem dicken Stamm und ausgebreitet stehenden Trieben. Die einfachen Triebe werden bis 2,4 Meter lang und sind vier- bis fünfkantig. Sie sind durch Einschnürungen in ungleichmäßige Abschnitte gegliedert und an den geflügelten Kanten mit flachen, buchtigen Zähnen versehen. Die Dornschildchen sind zu einem Hornrand verwachsen. Es werden starke, bis 5 Millimeter lange Dornen und dicke, bis 2 Millimeter lange Nebenblattdornen ausgebildet.
Der Blütenstand besteht aus ein bis drei nebeneinander angeordneten einfachen Cymen. Die Blütenstandstiele werden bis 7,5 Millimeter lang und die Cyathien erreichen einen  Durchmesser von etwa 6,5 Millimeter. Die fünf bis sieben Nektardrüsen sind länglich, gelb gefärbt und berühren sich. Der Fruchtknoten besitzt ein auffälliges dreilappiges Perianth. Die deutlich gelappte Frucht wird etwa 5 Millimeter lang und 9 Millimeter breit. Sie steht an einem starken, etwa 5 Millimeter langen Stiel. Der nahezu kugelförmige Samen wird etwa 4,5 Millimeter groß und hat eine glatte Oberfläche.

## Verbreitung und Systematik
Euphorbia dispersa ist in der angolanischen Provinz Benguela auf Hügeln mit Granitgestein verbreitet.
Die Erstbeschreibung der Art erfolgte 1974 durch Leslie Charles Leach.